# Dodo
För andra betydelser, se Dodo (olika betydelser).
Dodo är en litterär figur i Lewis Carrolls bok Alice i Underlandet från 1865. Dodo är en dront och förekommer i bokens andra och tredje kapitel. I kapitel tre anordnar Dodo en Caucus-kapplöpning där Alice deltar. Kapplöpningen kan tolkas som en politisk satir och gör narr av den brittiska politikens oförmåga att komma till handling. 
Figuren är baserad på bokens författare Lewis Carroll, en pseudonym för Charles Lutwidge Dodgson. Enligt en populär men obekräftad tes ska Dodgson ha valt dronten, som på engelska heter dodo, på grund av sin stamning: Do-do-dodgson.